# Place Sainte-Croix (Metz)
Pour l’article homonyme, voir place Sainte-Croix.
La place Sainte-Croix est une place publique du quartier Ancienne Ville de Metz, en France.

## Bâtiments remarquables et lieux de mémoire
- Fontaine de la place Sainte-Croix : inscrite au titre des monuments historiques par arrêté du 13 juin 1929[1].
- Hôtel de la Bulette : la porte monumentale, les vantaux compris sont inscrits au titre des monuments historiques par arrêté du 17 mars 1931[2]. La façade est inscrite au titre des monuments historiques par arrêté du 11 mars 1933[2].
- Maison, 8 place Sainte-Croix : la façade sur rue est inscrite au titre des monuments historiques par arrêté du 20 mai 1930[3].
- Maison, 2 place Sainte-Croix : la façade et la toiture sont inscrites au titre des monuments historiques par arrêté du 5 avril 1930[4].

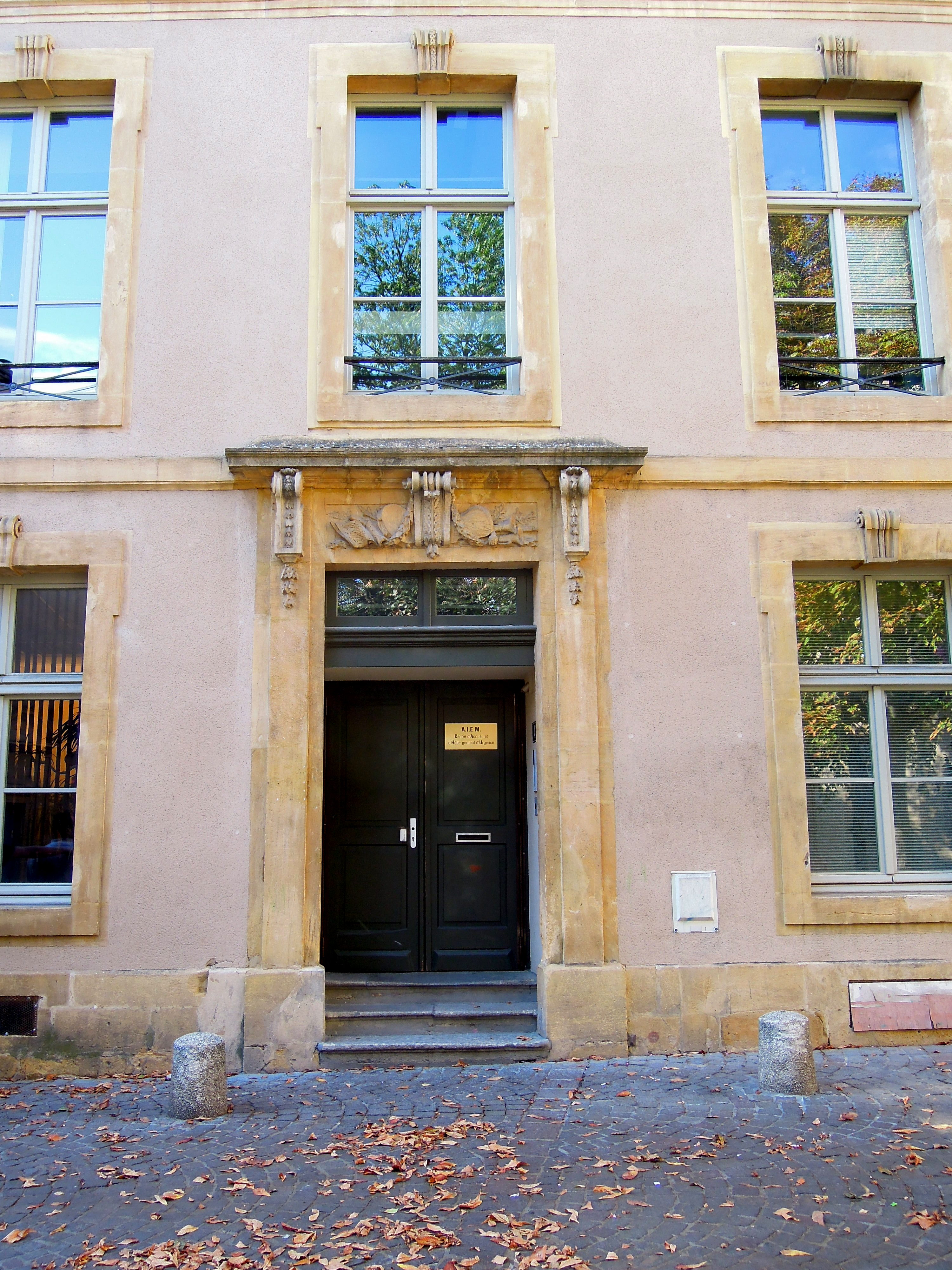
Maison, 2 place Sainte-Croix
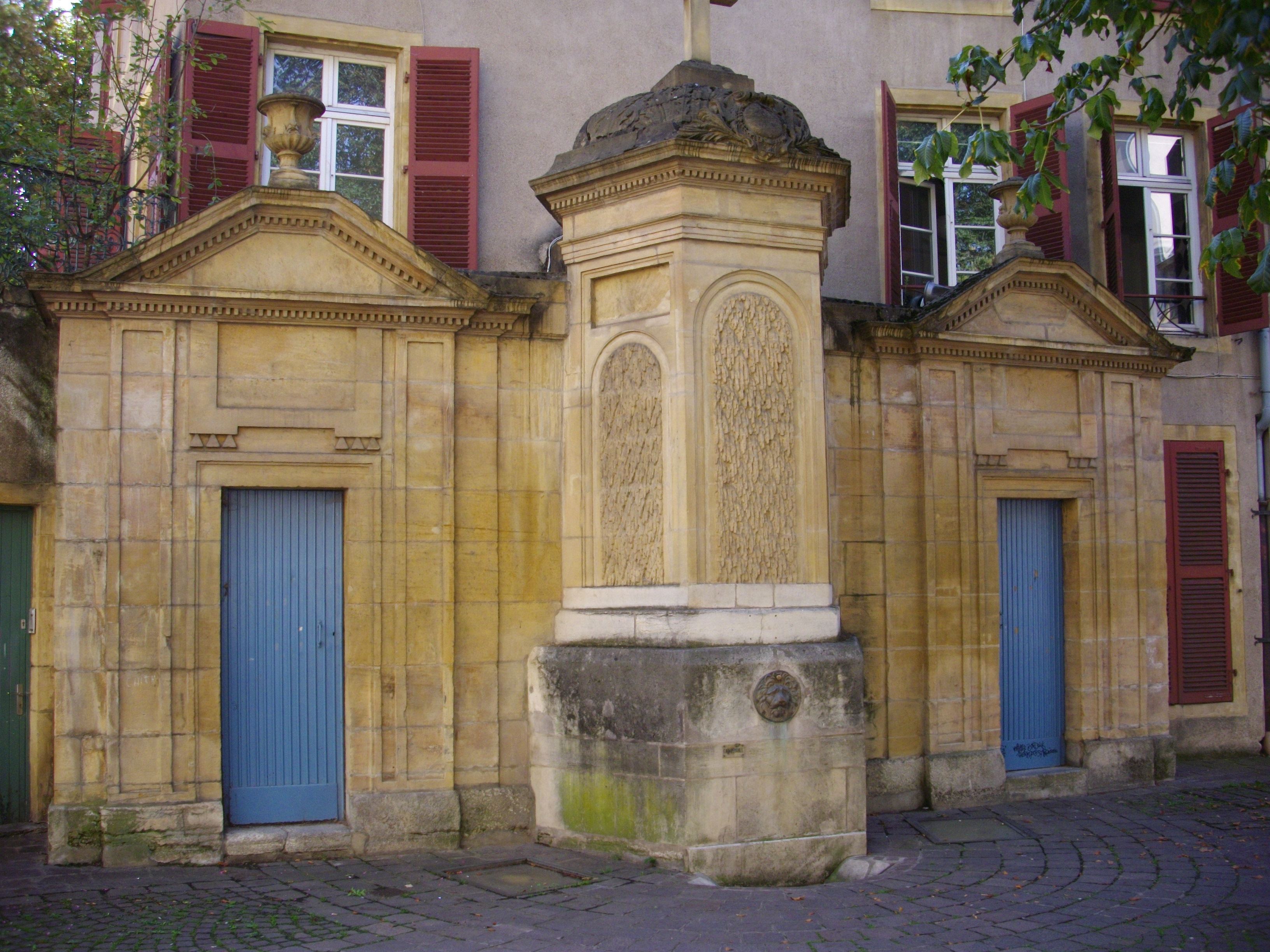
Fontaine de la place Sainte-Croix
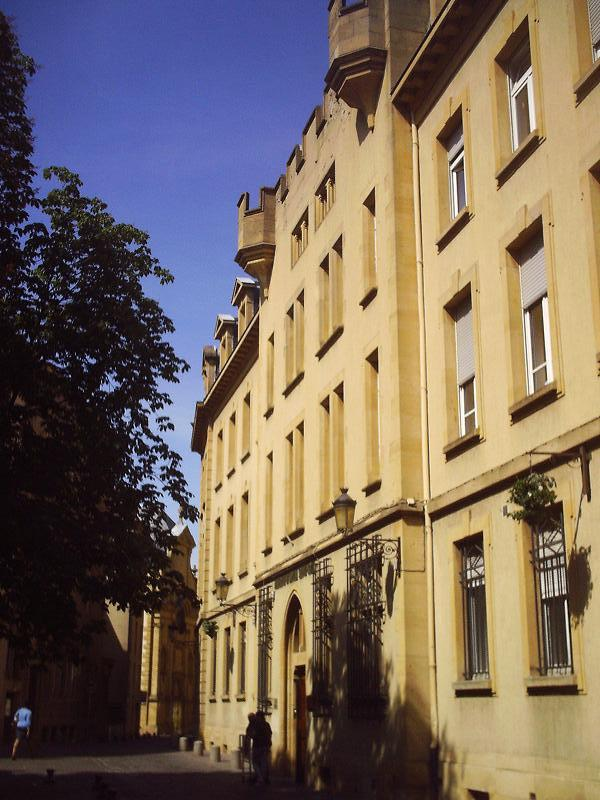
Hôtel de la Bulette
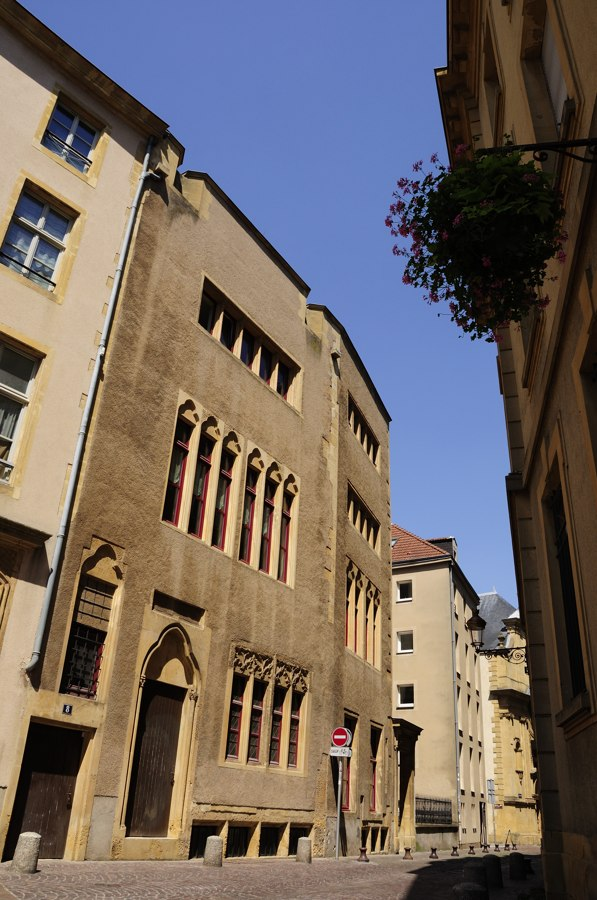
Maison, 8 place Sainte-Croix